# Mura (Japans)
Mura (斑) is een Japans woord dat zoiets betekent als "ongelijkheid, variatie, hobbelig, nonconformiteit, niet standaard, uniek". Het is een van de belangrijkste begrippen van het Toyota Production System (TPS) omdat het een van de drie soorten verspilling is (muda, mura, muri) waarop lean manufacturing zich richt. Het vermijden van verspilling / afval is een effectieve manier om de kosten te verlagen en de winst te verhogen. Toyota heeft alleen maar deze drie woorden gebruikt die beginnen met het voorzetsel mu-, omdat iedereen die kent in Japan, als productverbeteringsprogramma.
Mura, in de betekenis van het verbeteren van een product of productieproces, wordt vermeden door het toepassen van just-in-time-systemen die erop gebaseerd zijn om weinig of geen voorraad te hebben. In plaats daarvan wordt het productieproces bevoorraad met het juiste artikel op het juiste tijdstip, in de juiste hoeveelheid, in een fifo-stroom van producten. Just-in-time-systemen zorgen voor een pullsysteem waarbij elk subproces zijn (voorraad)vraag "trekt" (pull) uit het voorgaande proces en uiteindelijk van een leverancier. Als een voorgaand proces geen aanvraag krijgt maakt het ook geen nieuwe onderdelen (op voorraad). Dit systeem is ontworpen voor een maximale productiviteit bij een minimale voorraad.
Bijvoorbeeld:
1. De assemblagelijn “doet een voorraadaanvraag”, of “trekt uit” de "Paint Shop", die weer haar artikel trekt uit de "Body Weld".
2. De "Body Weld shop" trekt uit "Stamping".
3. Tegelijkertijd gaan er bestellingen naar de leverancier.
4. Kleine tussenvoorraden vangen kleine fluctuaties op die zorgen voor een constante stroom van producten door het systeem.

Als er fouten gevonden worden in het proces, vereist de just-in-time-aanpak dat het probleem snel geïdentificeerd en opgelost wordt, omdat anders meteen het hele proces stil staat.

## Toepassing
Heijunka; het op elkaar afstemmen van de productie in de verschillende werkplekken van het proces, en snelle afleveringen aan de klanten zijn belangrijk in mura. Door het gebruik van verschillende soorten kanban worden de voorraden gecontroleerd in de verschillende voorraadplekken in het proces. Dit zorgt ervoor dat er een "pull" ontstaat tussen de deelprocessen. Het uitbalanceren van de productie, zelfs als er verschillende producten worden gemaakt in hetzelfde systeem, zorgt ervoor dat de kosten verlaagd worden.
Het is ook mogelijk om een product soepel door het proces te sturen door het toe te wijzen aan een medewerker die het dan met de verschillende machines bewerkt in plaats van dat de medewerkers gebonden zijn aan hun machine. Het feit dat er een medewerker is toegewezen aan dit ene product zorgt voor een soepel proces omdat er nergens gewacht hoeft te worden; men loopt, net als in een file of in een trein, achter de voorganger aan. Er is geen enkele reden waarom het niet mogelijk zou zijn dat de medewerkers achter elkaar aanlopen en hun product meenemen. Deze aanpak wordt "multi-process handling" genoemd in het Toyota Production System.

## Beperkingen, kritiek en verbeteringen
Sommige processen hebben een lange doorlooptijd. Bij sommige processen zijn de wachtkosten heel hoog. In dit geval (hoge wachtkosten en een traag aanleverend proces) is het vaak wenselijk om de vraag te voorspellen en niet te wachten tot de vraag daadwerkelijk optreedt en/of een (kanban)kaart wordt gemaakt. Hoe soepeler het proces, hoe makkelijker er voorspeld kan worden op basis van historische gegevens.
In sommige processen kosten de wachttijden niet overal evenveel. In zulke situaties, kan het voordelig zijn om de dure wachtrijen te beperken. In dit geval lijkt het erop dat er verspilling is, maar het is beter iets goedkoops te verspillen dan iets duurs. Neem het voorbeeld van een callcenter. 
Het kan voordelig zijn om goedkope callcentermedewerkers te laten wachten op goedbetalende klanten in plaats van het risico te lopen die klanten te verliezen. Sommige winkels, zoals dure kledingzaken, maken dezelfde afweging, in tegenstelling tot bijvoorbeeld supermarkten.